# Marco Antonio Zucchi
Pour les articles homonymes, voir Zucchi.
Marco Antonio Zucchi (mort en 1764) est un poète et acteur italien, l'un des plus célèbres improvisateurs italiens du XVIIIe siècle.

## Biographie
Marco Antonio Zucchi nait à Vérone dans une famille patricienne. Dès l'âge de treize ans, il achève ses cours académiques et soutient publiquement des thèses sur toutes les parties de la philosophie. Ayant embrassé la vie religieuse dans la congrégation de Mont-Olivet, il suit la carrière de la chaire et ne tarde pas à se distinguer. À l'exemple de Bernardino Perfetti, il prend l'habitude de terminer ses improvisations par un résumé dans lequel il présente ses principaux arguments revêtus de nouvelles formes et accompagnés de traits d'esprit ou d'érudition.
Lorsque Zucchi composait des vers, il n'avait pas besoin pour s'animer du secours de la musique, comme les autres improvisateurs. Il récitait jusqu'à cent tercets de suite sur un sujet donné par ses auditeurs, et si l'un d'eux lui proposait un sonnet pour modèle, il en composait aussitôt cinq ou six sur les mêmes rimes. Pendant vingt ans, il visita les principales villes d'Italie, accueilli partout avec enthousiasme. À Florence, on frappa des médailles en son honneur. L'âge ne ralentit point son ardeur poétique ; mais ce qui dut paraître étonnant, c'est qu'il y joignait une telle aptitude pour les affaires qu'il fut souvent chargé de celles de sa congrégation. Revêtu de la dignité d'abbé de Mont-Olivet, il en fut ensuite nommé visiteur général et mourut en 1764.
Jean Baptiste Antoine Suard le nomme Zucco dans ses Mélanges de littérature, et dit qu'il eut pour élève et pour successeur l'abbé Giovanni Battista Lorenzi.

## Publications
On n'a rien imprimé du Père Zucchi, si ce n'est une traduction de l'hymne Veni, sancte Spiritus, qu'on trouve dans plusieurs recueils. Les amateurs conservent dans leurs cabinets quelques-unes de ses plus belles improvisations, entre autres une sur l'amour platonique, in versi sdruccioli. Passeroni a consacré une stance de son Cicérone (ch. 23, 49) à la gloire de Zucchi. Les Raccolte du temps renferment une foule de vers à sa louange.

## Sources
- « Marco Antonio Zucchi », dans Louis-Gabriel Michaud, Biographie universelle ancienne et moderne : histoire par ordre alphabétique de la vie publique et privée de tous les hommes avec la collaboration de plus de 300 savants et littérateurs français ou étrangers, 2e édition, 1843-1865 [détail de l’édition]